# Вежа дурнів (Відень)
Вежа дурнів (нім. Narrenturm, від нім. Narr — божевільний, нім. Turm — вежа) — найстаріший в континентальній Європі психіатричний заклад. На даний момент є частиною Музею природознавства (Відень), тут розташований Патологоанатомічний музей. Вежа входить до комплексу кампусу Віденського університету, колишньої центральної лікарні Відня. Через свою циліндричну форму прозвана в народі Gugelhupf.

## Опис будівлі
Вежа дурнів — це п'ятиповерхова будівля круглої форми. На кожному поверсі облаштовано 28 тісних кімнат (палат) з вузькими вікнами, що виходять у двір або на вулицю. Всього в лікарні було заплановано створення 139 одиночних палат. Кожна палата займала площу близько 13 м² та виходила до наскрізного центрального коридору через увесь поверх. По коридору ходили лікарі та інші працівники лікарні. Кімнати розташовувалися так, що навіть з невеликою кількістю персоналу можна було легко контролювати і тримати в полі зору всіх пацієнтів. Йосиф II вважав, що вода погіршує стан душевнохворих, тому будівлю не було підключено до існуючого тоді у Відні водогону.
Серед пацієнтів переважали солдати, багато з яких, за повідомленням сучасників, не були зачинені у своїх палатах, а могли сидіти або бігати по коридору. Деякі лежали в своїх одиночних палатах, прикуті ланцюгами до стін. Багато мандрівників, розглядаючи вежу та її пацієнтів, відзначали, що все це більше схоже на в'язницю, ніж на лікарню.

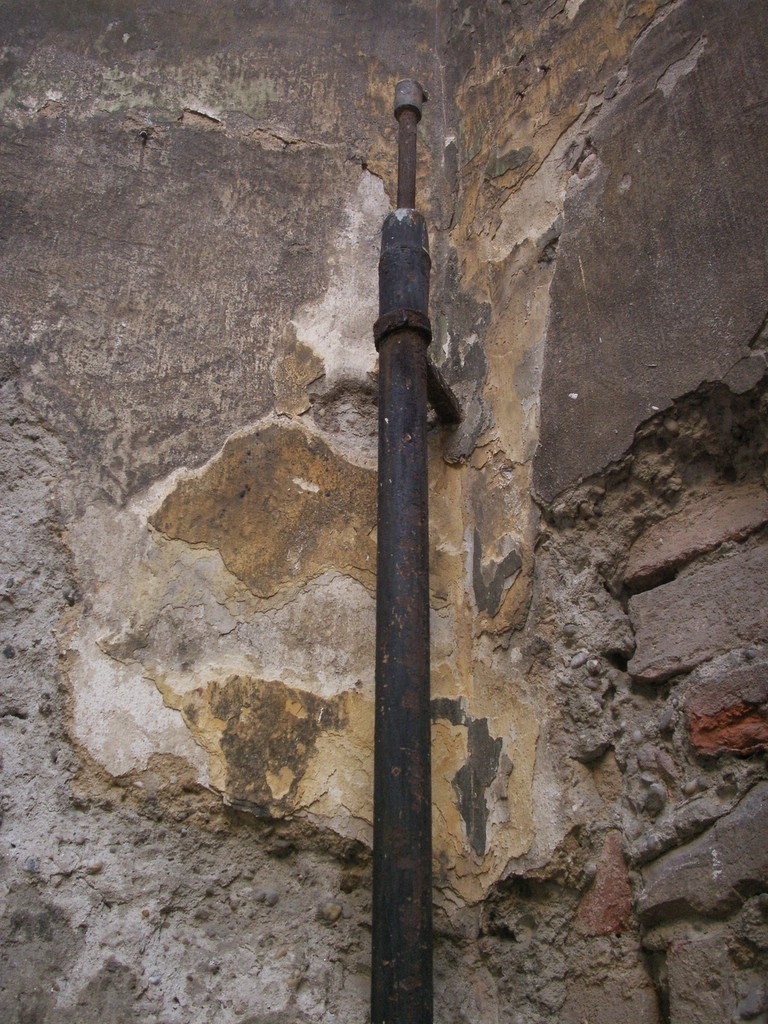
Залишки кріплення блискавичника на будівлі лікарні

На будівлі також був блискавичник. На даний момент збереглися два його кріплення у внутрішньому дворі. Йосифу II були знайомі роботи Прокопа Дівіша та експерименти зі створення машини для відведення блискавок з неба. Також в той час існували припущення про зцілюючі властивості електрики. На момент створення, блискавичник Вежі дурнів був одним із перших встановлених у світі. Неясно, чи використовувався він для лікування хворих, чи за прямим призначенням.

## Історія

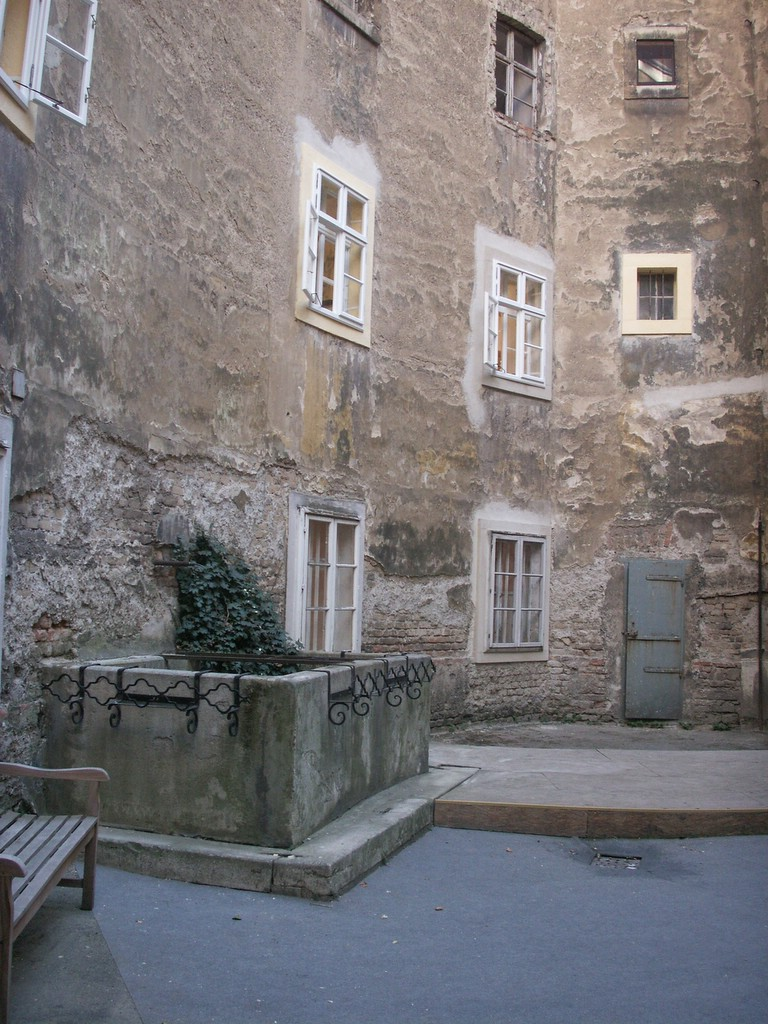
Внутрішній двір

У 1784 році за наказом імператора Священної римської імперії Йосифа II будинок інвалідів, розташований в районі Альзерґрунд, був перебудований в найбільшу і найсучаснішу лікарню Європи того часу. Прототипом будівлі нової лікарні послужив паризький Готель-Дьє. Лікарня була розділена на 3 основних відділення: власне госпіталь, пологове відділення та психіатрична лікарня. Незабаром психіатричне відділення стало приватним проектом імператора, фінансувалися окремо з його особистих коштів.
У той час лікарі розрізняли три психічних захворювання: меланхолія, божевілля та олігофренію, для лікування яких використовувалися кровопускання, блювотні лікарські засоби та інші способи регулювання соків організму.
Захоплення Йосифа ІІ алхімією та його приналежність до масонської ложі та іншого таємного товариства Розенкрейцерів знайшли відображення в архітектурі будівлі вежі дурнів. Вежа являє собою круглу п'ятиповерхову будівлю, яка має в окружності 66 віденських сажнів. На кожному поверсі розташовуються по 28 одиночних палат, а на даху — дерев'яне восьмикутне приміщення, яке імператор відвідував кілька разів на тиждень. В арабській традиції 66 — число бога, а в каббалістичній традиції число 28 приписують богу й вважається, що воно зцілює хворих; до того ж, саме 28 днів триває місяць місячного календаря.
За життя імператора Йосифа ІІ, який підтримував діяльність психіатричної лікарні, в палатах не було ні дверей, ні ґрат. Хворі могли спокійно переміщатися коридорами лікарні. Буйних пацієнтів приковували ланцюгами до стін. Пізніше почали використовувати гамівні сорочки і ліжкові ремені. Після смерті імператора Йосифа ІІ навколо вежі звели стіну для захисту хворих від посторонніх осіб, які прагнули подивитися на пацієнтів. Згодом лікарі розширили перелік діагнозів, які ставили хворим: параноя, депресія і маніакальний синдром, але найчастіше встановлюваним діагнозом був Delirium tremens (біла гарячка).
У 1852 році була відкрита нова психіатрична лікарня у Брюнлфельді, й у Вежу дурнів звозили тільки невиліковних хворих. У 1869 році сам заклад було закрито. Довгий час вежа стояла порожньою, поки в 1920 році в ній не розмістили гуртожиток для медсестер, які працюють в центральній лікарні Відня. Деякий час вежа також служила лікарняним складом, майстернею і місцем відпочинку лікарів. Починаючи з 1971 року, в ній розташовується патологоанатомічний музей, а сама будівля знаходиться у власності Віденського університету. З 1 січня 2012 року колекція патолоанатомічного музею увійшла до складу Музею природознавства Відня.